# Ђена Брановачки
Евген - Ђена Брановачки (Сента, 30. август 1841 — Сента, 11. август 1882) био је српски народни добротвор.
Евген - Ђена Брановачки, син Стефана Брановачког (1804 — 1880), адвоката, потпредседника српског народног сабора у Карловцима, председник Матице српске, председник српске-црквене општине у Новом Саду и др, и његова жена Персида - Ида Брановачки, сестра Јована Вујића из Сенте оставили су 20 јутара земље српском народном позоришту, 10 јутара српској црквеној опшини у Сенти, а 120 јутара за градњу српске вероисповедне школе на сенћанским салашима и стипендије сиромашним ученицима реалки и економских школа. Питомце бирала Матица српска у Новом Саду.